# Csillagos májmoha
A csillagos májmoha (Marchantia polymorpha) az egyik legismertebb és az egész világon elterjedt telepes májmoha faj. Több alfaja és változata van. Kétlaki mohafaj, külön női és hím növényekkel. 2013-ban az év mohája volt Ausztriában, valamint Németországban.

## Jellemzői
A thallus (telep) szalag alakú, maximálisan 2 cm széles és 10 cm hosszú, színe zöld, nagyon ritkán a környezettől függően lehet lilás vagy barnás. A telep szegélye sima, lapos. A thallus közepén sötétebb színű ér figyelhető meg, de ez nem minden alfajra jellemző. 
A telep felszínén hatszögletű (hexagonális) mintázatot látunk. A hatszögek közepén találhatóak a pórusok, melyek szabad szemmel is láthatóak. Szintén a telep felszínén láthatóak az ivartalan szaporodást szolgáló csésze alakú képletek is, a rügykosárkák, melynek pereme fogazott. A kosárkák belsejében találhatóak a sarjtestek, melyek az esővízzel kimosódnak és új telepeket tudnak létrehozni.
Az telepet egysejtes, 1 cm-es rizoidok rögzítik az aljzathoz, így ők az ismert legnagyobb sejtek a májmohák esetében.
Az csillagos májmoha kétlaki növény. A hím és női egyedek eltérőek. A hím növények ivarszerve lapos, lebenyes szélű, de korong alakú. A női ivarszerv esernyőszerű, 9-11 ágú csillaghoz hasonló (innen kappta a nevét is).

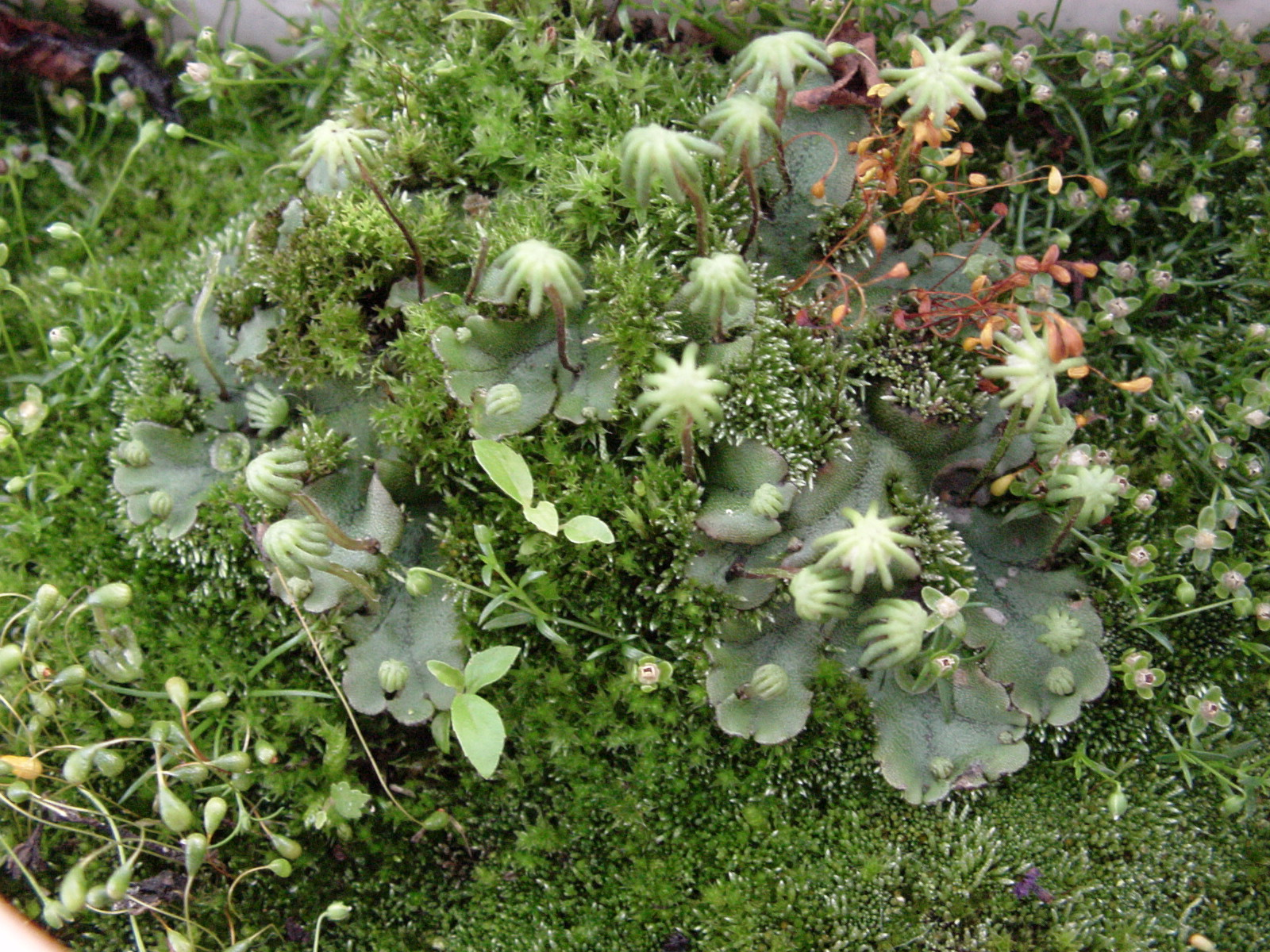
Habituskép
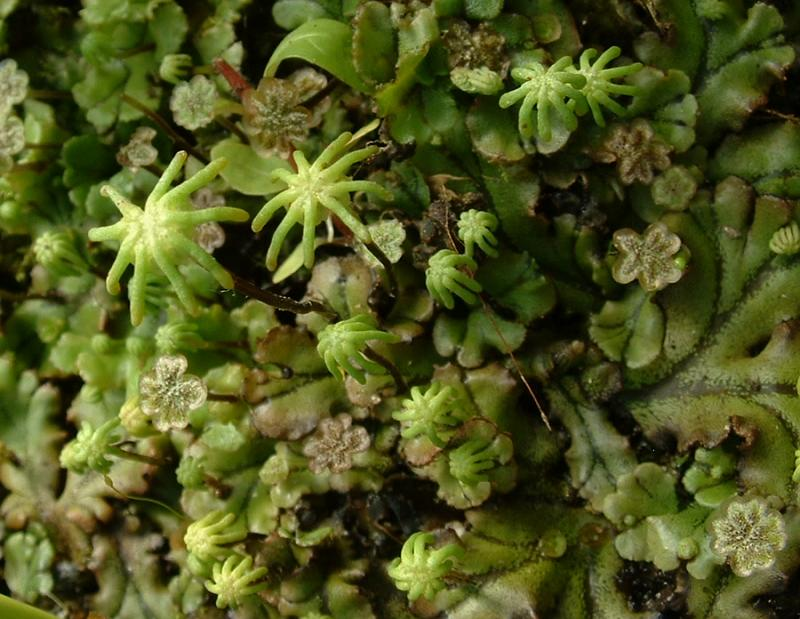
Női és hím ivarú növények, jól látszódnak a különböző alakú ivarszervek.
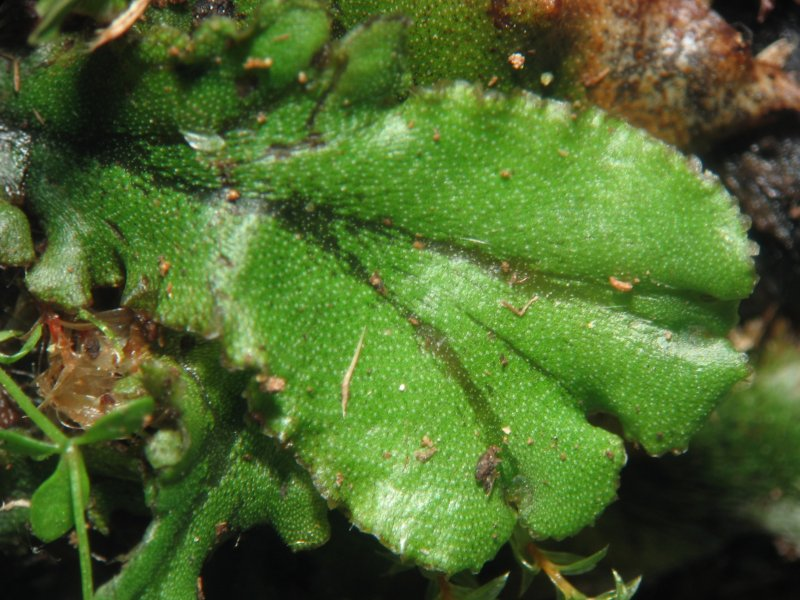
Részlet a szalag alakú telepről
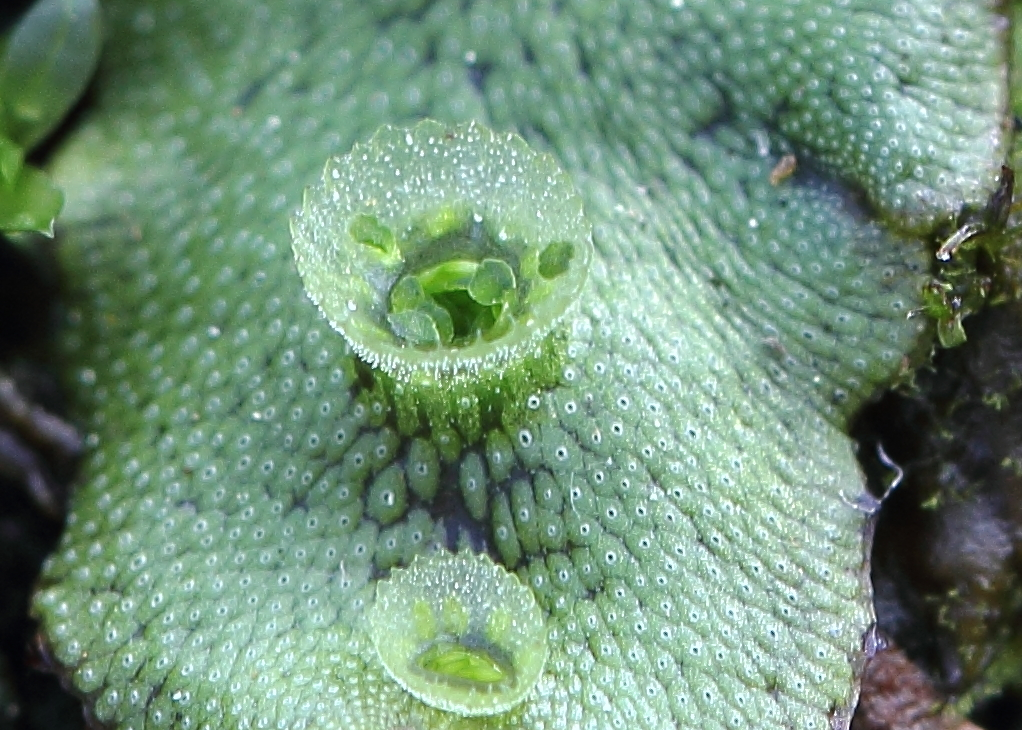
A rügykosárka a sarjrügyekkel.

## Elterjedése
A csillagos májmoha kozmopolita, az egész világon elterjedt faj a trópusi régióktól a sarkköri területekig. Nem annyira a fény és hőmérséklet fontos a növekedése szempontjából, mint inkább a megfelelő páratartalom. Jól tűri a magas talaj nitrogéntartalmat illetve a nehézfémek jelenlétét. Nedves sziklákon, talajon él. Erdőkben, szántóföldeken, parkokban, üvegházakban, kertekben is megtalálható ahol elegendő nedvesség és páratartalom áll a rendelkezésére. 
Üvegházakban gyomnövényként van jelen itt komoly károkat okozhat, emiatt fontos ellene a védekezés.
Magyarországon is nagyon gyakori faj, országos vörös listás besorolása: nem fenyegetett (LC).

## Alfajai
Három fő alfaj különíthető el Európában:
- Marchantia polymorpha subsp. ruderalis - A leggyakoribb alfaj, megtalálható szinte mindenhol: szántóföldek, kertek, árokpart, üvegházak, elsősorban talajon, betonon. A subsp. polymorpha-tól mikroszkópikus vizsgálattal különíthető csak el, a hasi oldalon lévő pikkelyek mintázata alapján. A hasi pikkely ennél az alfajnál csipkézett.
- Marchantia polymorpha subsp. polymorpha - Előző alfajnál ritkább, természetes környezetben él, patakpartokon, forrásoknál, inkább köveken. Hasi pikkelyének széle sima.
- Marchantia polymorpha subsp. montivagans - A legnagyobb méretű alfaj a három közül, a telep közepén nem látható sötét színű ér.

## Felhasználása
A csillagos májmohát régebben a máj betegségek és tuberkulózis gyógyításában használták. A legutóbbi kutatások pedig kimutatták, hogy több gombaölő (fungicid) vegyületet is termel: bisz[bibenzyls] dihydrostilbenoids, plagiochin E, 13,13'-O-isoproylidén, riccardin D, riccardin H, marchantin E, neomarchantin A, marchantin A és marchantin B.

## Fordítás
- Ez a szócikk részben vagy egészben  a   Brunnenlebermoos című német Wikipédia-szócikk ezen változatának fordításán alapul.  Az eredeti cikk szerkesztőit annak laptörténete sorolja fel. Ez a jelzés csupán a megfogalmazás eredetét és a szerzői jogokat jelzi, nem szolgál a cikkben szereplő információk forrásmegjelöléseként.